# Саурис
Саурис (итал. Sauris) — коммуна в Италии, располагается в регионе Фриули-Венеция-Джулия, в провинции Удине.
Население составляет 424 человека (2008 г.), плотность населения составляет 10 чел./км². Занимает площадь 42 км². Почтовый индекс — 33020. Телефонный код — 0433.
Покровителем коммуны почитается святой мученик Освальд, король Нортумбрии, празднование 5 августа.

## Демография
Динамика населения: